# فانيسا بيكروفت
فانيسا بيكروفت (بالإنجليزية: Vanessa Beecroft)‏ (من مواليد 25 أبريل 1969) هي فنانة أمريكية إيطالية الأصل وفنانة أداء معاصرة؛ تعمل أيضًا في التصوير الفوتوغرافي وفن الفيديو والنحت والرسم. استخدمت عارضات محترفات في العديد من أعمالها، أحيانًا بأعداد كبيرة وأحيانًا عاريات أو شبه عاريات، لتنتج صورًا حية (تابلو فيفان). عملت في الولايات المتحدة، واستقرت في لوس أنجلوس اعتبارًا من عام 2019. كان عملها في البداية يركز على النوع الاجتماعي (الجندر) ويبدو أنه مرتبط بسيرتها الذاتية؛ يركز عملها اللاحق على العرق. ابتداءً من عام 2008 بدأت العمل مع كانييه ويست في مشاريع تعاونية تجارية.

## النشأة والتعليم
ولدت فانيسا بيكروفت في 25 أبريل عام 1969 في جنوة، إيطاليا ونشأت في سانتا مارجريتا ليجوري ومالسيسيني بالقرب من بحيرة غاردا. كان والداها معلمين؛ وُلدت لأم إيطالية (ماريا لويزا) وأب بريطاني (أندرو). بعد ولادتها، انتقلت عائلتها لفترة قصيرة إلى هولاند بارك، غرب لندن.
تطلق والداها عندما كانت في الثالثة من عمرها ولم تر والدها أو أخيها الأصغر مرة أخرى حتى بلغ عمرها 15 عامًا. ربتها والدتها بمفردها في قرية بإيطاليا بنظام خضري وكاثوليكي صارم بدون سيارات ولا تلفزيون ولا هاتف. في مرحلة الطفولة، دخلت المستشفى بسبب الإفراط في تناول أطعمة معينة اعتقدت أنها ستطهر أجهزة جسمها، وكانت تعاني من اضطراب في الأكل.
من عام 1988 حتى عام 1993، حضرت أكاديمية بريرا في ميلانو، إيطاليا. كان معرضها الفني الأول في بي 01 (1993) في صالة العرض في ميلانو وقدمت أداءً مع طالبات أخريات من أكاديمية بريرا يرتدين ملابس بيكروفت، وعرضن «كتاب الطعام» لبيكروفت، وهو مذكرة احتوت معلومات عن استهلاكها الغذائي في الفترة من عام 1985 حتى عام 1993. وثق «كتاب الطعام» عادات أكل بيكروفت النهمية وذُكر مرة أخرى في أعمالها اللاحقة، لكنه كان منفصلًا عن العروض.
انتقلت إلى الولايات المتحدة في عام 1996 بدعوة من تاجر التحف الفنية جيفري ديتش، واستقرت في مدينة نيويورك.

## الفن
انتُقد أداؤها حول النوع الاجتماعي في كثير من الأحيان لكونه «يعبر عن موضة ما بعد النسوية أو وجهات النظر الفاسدة». أشار المصور كولييه شور إلى أن «بيكروفت مهتمة بفلسفة جمال النساء عند النظر إليهن، وتشجع مشاريعها المتعلقة بشكل الجسم الانسلاخ ما بين العارضة والفنانة والجمهور.» تشمل بعض المواضيع الشائعة في أعمالها الانضباط الذاتي (للعارضات) وشهوة التلصص والسلطة في العلاقات.

## جدل
غالبًا ما استخدمت بيكروفت في عملها مع النماذج الحيّة الأنثوية العارية في العروض، نمطًا معينًا من العارضات، تعرض «المثالية» الغربية للجسم الأنثوي، إذ كانت العارضات نحيلات وطويلات القامة وشابات. انتُقدت هذه الاختيارات باعتبارها مضرة ومشوهة ومتوافقة مع القوالب النمطية الجندرية.
قالت بيكروفت في مقابلة لها في عام 2016، «لقد قسمت شخصيتي. هناك فانيسا بيكروفت كأنثى أوروبية ذات بشرة بيضاء، ثم هناك فانيسا بيكروفت بشخصية كانيي، رجل أمريكي من أصل أفريقي.» يركز عملها اللاحق على العرق، واستخدمت سلسلة من التعليقات العنصرية في مقابلاتها.